# Août 2006

## Actualités du mois

### Mardi1eraoût2006
- Cuba : Fidel Castro cède provisoirement le pouvoir à son frère Raúl Castro, à la suite d'une intervention chirurgicale.
- Début des championnats d'Europe de natation de Budapest (jusqu'au 6 août).

### Vendredi4 août 2006
- Liban Bombardement israélien sur la ville du libanaise de Baalbek.
- Ouganda : les rebelles ougandais acceptent un cessez-le-feu.
- Sri Lanka : 17 travailleurs humanitaires d’Action contre la Faim sont brutalement assassinés dans les locaux de l’organisation à Muttur au Nord du Sri Lanka[1]. Neuf ans après, l'ONU publiera un rapport à propos de ces crimes en désignant clairement les forces gouvernementales comme responsables de ce massacre[2].
- Cosmodrome de Baïkonour : succès du lancement du satellite Hot Bird 8 par le lanceur Proton M/Breeze M.
- Union européenne : pour la deuxième fois, une proposition de la Commission européenne visant à introduire des droits de douane antidumping (16,5 % et 10 %) sur les importations de chaussures de Chine et du Viêt Nam, a été repoussée par 14 pays, alors que la Commission avait annoncé avoir récolté des preuves « irréfutables » que les chaussures étaient vendues à un prix inférieur à leurs coûts de production.

### Samedi5 août 2006
- Suède : arrêt de plusieurs réacteurs nucléaires.
- Clôture des premiers Outgames mondiaux à Montréal, dans la province de Québec, au Canada.
- À Gaza, onze Palestiniens ont été tués par l’armée israélienne. Selon Human Rights Watch, certaines frappes israéliennes sont des « crimes de guerre ».
- le 5e plus gros gain du tirage du jeu de la Française des jeux « L'Euromillions » a été obtenu par un Français de la région Midi-Pyrénées avec la somme de 57 414 511 euros.

### Lundi7 août 2006
- Steve Jobs présente Keynote au MacWorld de San Francisco.

### Mardi8 août 2006
- Huit morts au Liban dans le village de Ghaziye à côté de Saïda sous un tir de l'aviation israélienne. Une famille de sept personnes (parents et trois enfants âgés de deux à dix ans ainsi que les grands-parents) et la fille (cinq ans) de la voisine.

### Jeudi10 août 2006
- La police britannique annonce avoir déjoué un projet d'attentats terroristes visant à faire exploser dix avions.
- États-Unis : à la suite des arrestations au Royaume-Uni, George W. Bush a fait un court discours où il était question d'une guerre toujours d'actualité face aux « fascistes islamistes » et que « ce serait commettre une erreur que de croire que le pays n'est pas menacé ».

### Vendredi11 août 2006
- France : lancement de la fusée Ariane 5 depuis le Centre spatial de Kourou, en Guyane, qui place sur orbite le satellite de télécommunications japonais JCSAT 10 et le satellite de télécommunications militaire Syracuse 3B.

### Samedi12 août 2006
- Le Conseil de sécurité approuve le cessez-le-feu au Liban.
- Le PC a 25 ans : le 12 août 1981, IBM lançait une nouvelle machine, l'IBM 5150, une innovation qui allait donner naissance au marché des « ordinateurs personnels » et entraîner une révolution

### Dimanche13 août 2006
- Cas de grippe aviaire confirmé aux Pays-Bas.

### Lundi14 août 2006
- Deux journalistes de Fox News enlevés à Gaza.

### Mercredi16 août 2006
- Le chef du Bloc québécois Gilles Duceppe est accusé de soutenir le Hezbollah par l'ambassadeur d'Israël au Canada, Alan Baker, après avoir participé à une marche pour la paix au Liban à Montréal[3].
- Liban : établissement d'un cessez-le-feu au sud du Liban sur proposition et acceptation de l'ONU. L'armée libanaise réoccupe le sud du pays après 40 ans d'occupation étrangère.
- L'union astronomique internationale doit se réunir le 24 août 2006 pour décider du nombre de planètes (entre 9 et 12) dans le système solaire en considérant l'astéroïde (1) Cérès orbitant dans la ceinture d'astéroïdes entre Mars et Jupiter, le satellite de Pluton Charon et (136199) Éris, astre orbitant au-delà de Pluton sont des planètes.

### Vendredi18 août 2006
- Après une autre fausse alerte à la bombe, un avion civil britannique parti de Londres et faisant route vers l'Égypte se pose d'urgence à l'aéroport italien de Brindisi.
- Le gouvernement cubain se dit prêt à se défendre face à une invasion américaine à la suite de l'hospitalisation de Fidel Castro.
- Un Boeing 747 est foudroyé en plein ciel à l'aéroport d'Osaka Kansai. Quelques secondes après le décollage, la foudre s'abat sur l'avion.

### Samedi19 août 2006
Elvis Jr alias Franz Goovaerts, jeune Belge de 30 ans, remporte aux États-Unis d'Amérique le titre de Champion du Monde des sosies d'Elvis Presley. Le concours se déroule chaque année depuis 1987 à Memphis, la ville où le King vécut pendant plus de vingt ans de sa vie.

### Mardi22 août 2006
La médaille Fields a été attribuée à quatre mathématiciens : Wendelin Werner ( France), Grigori Perelman ( Russie), Terence Tao ( Australie), Andrei Okounkov ( Russie).

### Mercredi23 août 2006
- Une jeune Autrichienne nommée Natascha Kampusch, âgée de 18 ans et captive depuis 8 années dans la maison de son ravisseur, réussit à s'enfuir.

### Jeudi24 août 2006
- Astronomie : l'Union astronomique internationale, lors de sa 26e assemblée générale, définit le mot "planète" pour le système solaire. Le système solaire ne compte dès lors plus que huit planètes. Cérès, Pluton et 2003 UB313 (qui sera baptisé plus tard Éris) inaugurent la nouvelle catégorie des planètes naines. Tous les autres objets du système solaire qui ne sont pas des satellites sont classés dans la nouvelle catégorie des petits corps du système solaire.

### Vendredi25 août 2006
- Arrestation de Mohamed El Kharaz, réputé pour être un baron de la drogue marocain.
- sortie du premier clip d'Orelsan sur youtube "ramen"

### Jeudi31 août 2006
Le parc Dreamland situé à Nara au Japon ferme définitivement ses portes après l'arrivée des parcs Disneyland. Il est par la suite abandonné, et laissé en ruine.

### Décès
Pour un article plus général, voir Décès en 2006.